# Ljudmila Murav'ëva (atleta)
Ljudmila Murav'ëva (in russo Людмила Муравьёва?; Mosca, 10 novembre 1940) è un'ex discobola sovietica.

## Palmarès
| Anno | Manifestazione | Sede              | Evento           | Risultato | Misura  | Note |
| ---- | -------------- | ----------------- | ---------------- | --------- | ------- | ---- |
| 1968 | Olimpiadi      | Città del Messico | Lancio del disco | 9ª        | 52,26 m |      |
| 1969 | Europei        | Atene             | Lancio del disco | Argento   | 59,24 m |      |
| 1971 | Europei        | Helsinki          | Lancio del disco | Bronzo    | 59,48 m |      |
| 1972 | Olimpiadi      | Monaco di Baviera | Lancio del disco | 8ª        | 59,00 m |      |

## Altre competizioni internazionali
1967
- Coppa Europa di atletica leggera ( Kiev)